# Parawubanoides
Parawubanoides unicornis es una especie de araña araneomorfa de la familia Linyphiidae. Es el único miembro del género monotípico Parawubanoides.

## Distribución
Se encuentra en  Mongolia y la Rusia asiática.